# Ophiorrhiza korthalsiana
Ophiorrhiza korthalsiana là một loài thực vật có hoa trong họ Thiến thảo. Loài này được Miq. mô tả khoa học đầu tiên năm 1869.